# Кумакай
40°47′14″ пн. ш. 72°15′24″ сх. д. / 40.78722° пн. ш. 72.25667° сх. д.
Кумакай (узб. Кўмакай, Koʻmakay) — міське селище в Узбекистані, в Алтинкульському районі Андижанської області.
Розташоване у Ферганській долині, на Великому Ферганському каналі, за 8 км на схід від Алтинкуля, за 10 км на північний захід від залізничної станції Андижан-1. Через селище проходить автошлях Андижан — Алтинкуль — Чинабад.
Населення 1,7 тис. мешканців (1990). Статус міського селища з 2009 року.